# SK C&C 데이터 센터 화재
SK C&C 데이터 센터 화재는 경기도 성남시 판교에 위치한 SK C&C 데이터 센터에서 10월 15일 15시 33분경부터 일어난 화재 사건이다. 이 화재의 여파로 15일 15시 29분부터 카카오톡, 다음 등 카카오의 제공 서비스가 일시 중단되어 불편을 겪었다. SK 데이터센터에서 발생한 화재는 8시간 13분 후인 그날 23시 46분에 진화되었다.
사건이 일어난지 약 4일이 지난 19일까지도 복구되지 않았었다. 이로서 15일부터 발생한 카카오의 인스턴트 메신저 애플리케이션인 카카오톡의 먹통 사태는 카카오톡 역사상 가장 긴 시간 이어진 장애라는 기록을 세우게 되었다.

## 경과

### 화재 당일 (10월 15일)
오후 3시 33분, 카카오가 입주해 있는 SK C&C 판교 데이터센터 지하 3층에서 화재가 발생하였다. 화재로 인해 카카오의 장비가 위치해 있는 구역에 전원 공급이 차단되었고, 서비스 장애가 일어났다. 소방 당국의 신속한 조치로 화재 진압은 완료되었으나, 안전상의 이유로 데이터센터에 즉시 전원을 공급하기 어려워 장애 해결이 지연되었다.
화재가 발생한 직후, 카카오는 해당 사실을 인지하고 즉시 이원화 조치 적용을 시작했다. 다만 이번과 같이 데이터센터 한 곳 전체가 영향을 받는 것은 이례적인 상황으로, 해당 조치를 적용하는데 예상보다 더 오랜 시간이 소요되고 있다.

### 사고 다음날 (10월 16일)
- 01시 30분, 모바일 카카오톡이 일부 복구되었다.
- 02시 00분, PC 카카오톡의 로그인이 가능해졌다.
- 02시 30분, 카카오 웹사이트가 복구되었다.
- 03시 30분, 카카오게임즈의 일부 게임들이 복구되었다.(카카오 프렌즈/카카오 애니팡 4)
- 07시 00분, 카카오톡의 기능들이 대부분 복구되었다.
- 15시 00분, 다음 홈페이지의 로그인은 여전히 복구되지 않았다.
- 21시 30분, 공식 입장문을 내고 남궁훈·홍은택 각자 대표의 사과문을 발표했다.[4][5][6]
- 23시 00분, 카카오톡의 모든 기능들이 복구되었다.(카카오 버스/택시 다시 정상화 유지)

### 그 이후
- 10월 17일 7시 30분, 피해를 입은 대부분의 서비스들이 복구되었다.
- 10월 17일 16시, 다음, 카카오메일은 아직 복구되지 않았다.
- 10월 18일 9시, 메일 서비스 일부 복구. 톡서랍 복구 중. 카카오뱅크, 카카오맵 등 11개 서비스의 복구 완료 소식을 내놓았다.
- 10월 19일 6시, 다음 메일, 톡채널, 톡서랍, 카카오페이 등 주요 서비스들이 대부분 복구 완료 됐음을 안내했다.
- 10월 20일 23시, 모든 서비스와 기능들이 복구 완료됐다.

## 대응

### SK C&C
- 10월 15일, 박성하 대표는 화재에 대해 사과하고 복구에 만전을 기하겠다고 밝혔다.[7][8]

### 카카오
카카오는 트위터의 @kakaoteam 계정을 통해 지속적으로 복구 현황을 공지 중이다.

### 대한민국 정부
- 과학기술정보통신부는 홍진배 네트워크정책실장이 이끄는 ‘방송통신재난대응상황실’을 설치했다. 과학기술정보통신부는 상황실을 중심으로 행정안전부와 소방당국 등 관계 기관 및 SK C&C, 카카오, 네이버 등 장애 발생 사업자와 함께 밤샘 복구를 이어 나갈 계획이다.[9]
- 17일 09시 00분, 다음 내용의 재난문자를 발송했다.[10]

[과기정통부] ▲카톡메시지, 카카오T·내비 주요기능 이용불편 없으십니다▲메일·검색등 복구중입니다▲상세내용은 카톡상단에서 확인가능합니다.— 재난문자 내용

- 18일 09시 30분, 다음 내용의 재난문자를 발송했다.

[과기정통부] ▲카카오T·카카오맵 등 생활밀접 서비스 다수 이용 가능, 메일·톡서랍 등 복구 중 ▲완전한 정상화 위해 최선을 다하겠습니다.— 재난문자 내용

## 장애를 겪은 서비스

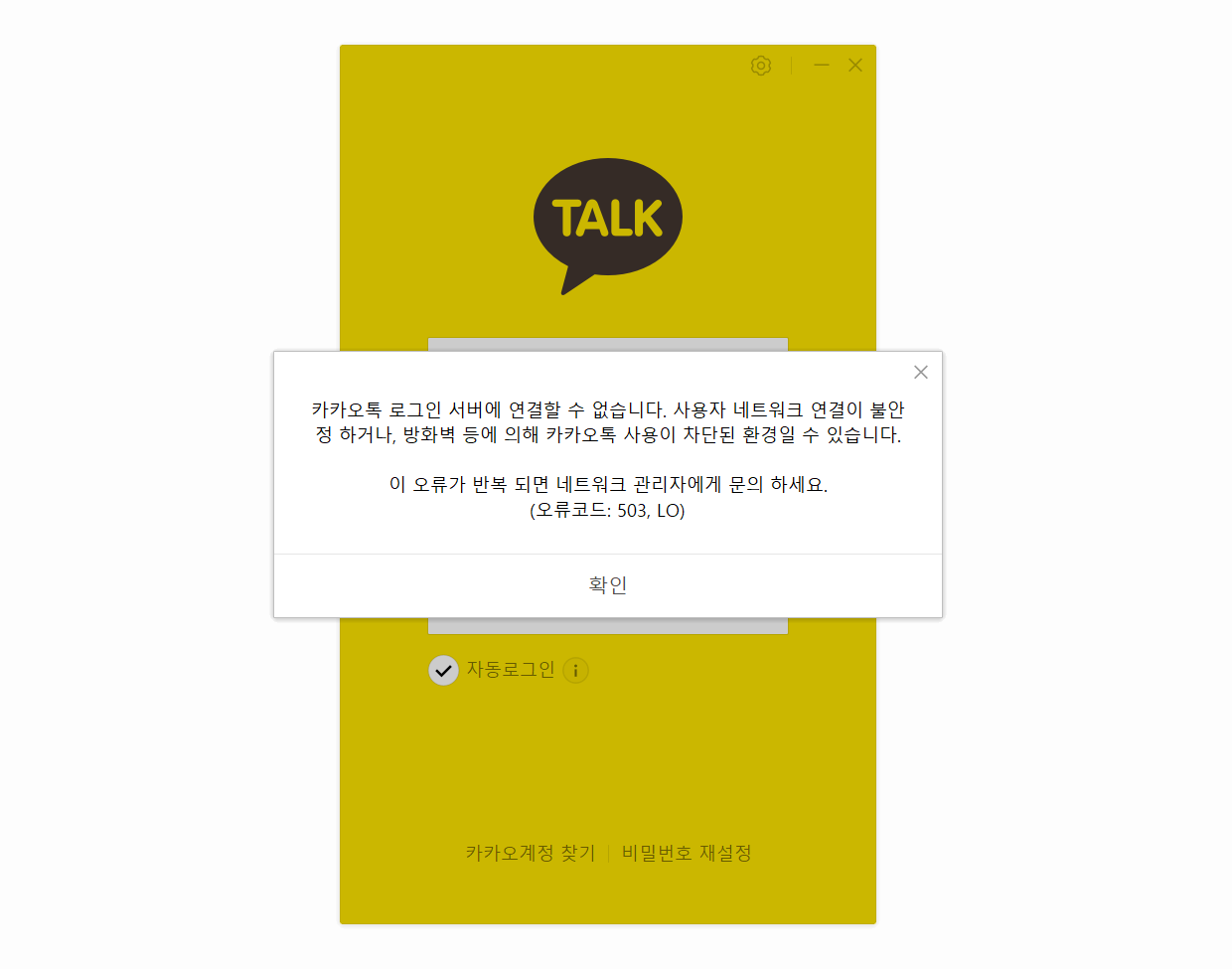
화재로 카카오톡, 다음 등 카카오 제공 서비스가 일시 중단되어 불편을 겪었다.

### 카카오
카카오톡을 비롯한 모든 카카오의 서비스
- 카카오톡 - PC 버전 로그인 불가, 이미지 및 동영상 전송 불가
- 카카오뱅크 - 송금 불가
- 카카오페이
- 카카오페이지
- 카카오게임즈 - 일부 게임 접속 오류[11]
- 카카오버스
- 카카오 T - 카카오벤티 기사들이 '콜'을 받지 못함.[12]

### 네이버
네이버 검색할 시 뜨는 특정 홈페이지 접속 불가
- 플래시게임
- 네이버 스마트스토어
- 네이버 쇼핑라이브
- 네이버 애드포스트

### SK
SK의 모든 서비스

### 기타
- 다음
  - 다음 메일
  - 다음 뉴스
  - 다음 사전
  - 다음 카페
- 멜론
- 브런치
- 티스토리
- 다트
- 국민신문고, 스마트국민제보 - 지도
- 직방 - 지도
- 마켓컬리 - 회원가입, 신규 배송지 등록
- 갤럭시 캠퍼스 스토어 - 신규 배송지 등록
- 피플카 - 신규예약, 회원가입 불가
- 스타벅스 - 카카오톡 선물하기 모바일 상품권을 사용한 결제, Delivers 주문, e-Gift 선물하기 이용시 ‘선물 한번 더 알리기 > 카카오톡으로 공유‘ 불가, 매장 위치정보 안내
- 이외 카카오맵을 지도 서비스 제공 기반으로 하는 모든 웹사이트, 어플
- 이외 카카오 선물하기를 상품권(금액권) 및 서비스 제공 기반으로 하는 모든 웹사이트, 어플, 매장
- 스마일게이트 스토브 - 커뮤니티 서비스를 포함한 일부 웹 서비스에 장애 발생.
- 디시인사이드 - 통합 검색 오류
- 클리앙 - 잠깐 동안 검색 오류가 발생.
- 고릴라, MBC 미니
- 써브웨이

## 반응

### 대통령실
- 10월 16일, 윤석열 대통령은 카톡 불통 사태와 관련하여 "카카오, 네이버 등의 디지털 부가 서비스 중단으로 우리 국민께서 겪고 계신 불편과 피해에 대해 매우 무겁게 느끼고 있다."라는 입장을 드러내며, "현재 과학기술정보통신부 실장 중심의 상황실을 장관 주재로 격상해 지휘하기를 바란다."라는 지시를 했다. 이어 "정확한 원인 파악은 물론, 트윈 데이터센터 설치(이원화) 등을 포함한 사고 예방 방안과 사고 발생 시 보고·조치 제도 마련도 철저히 이뤄져야 한다"고 강조했다.

- 10월 16일, 김은혜 홍보수석은 기자들과 만나 윤석열 대통령의 지시 배경에 대해 "윤 대통령은 무엇보다 업계와 정부가 합심해 서비스 복구에 매진해 신속한 정상화를 이뤄낼 것을 주문했다"며 "휴대전화를 가진 국민 어느 한 분도 영향받지 않은 분이 없을 정도라 지금의 초연결 사회에서 데이터와 통신 인프라는 국가안보와 국민생활과 직결된다"고 설명했다. 이어 "최근 전세계 IT 선도국과 글로벌 기업들이 온라인플랫폼 운영시 가장 중요하게 여기는 것이 회복탄력성"이라며 "긴급상황 발생 시 신속하게 문재를 해결하고 원상태로 돌리는 것은 기업의 책무이자 사회적 약속"이라고 말했다.

- 10월 17일, 윤석열 대통령은 용산 대통령실 청사 출근길에 ‘카카오 시장 점유율이 상당해서 (이번 사태 원인으로) 독점 얘기도 나오는데 구조와 관련해 정부가 개입이나 개선을 고민하고 있나’라는 질문을 받고 “그렇다”며 “만약 독점이나 심한 과점 상태에서 시장이 왜곡되거나 더구나 이것이 국가 기반 인프라와 같은 정도를 이루고 있을 때는 국민의 이익을 위해 당연히 제도적으로 국가가 필요한 대응을 해야 한다”고 말했다.

- 10월 17일, 국가안보실은 '카카오 먹통' 사태를 계기로 군·검찰까지 망라한 범정부 사이버안보 태스크포스(TF)를 구성하기로 했다. 해당 TF는 김성한 안보실장이 주재하는 회의를 열고, 과학기술정보통신부와 국방부, 국가정보원, 대검찰청, 경찰청, 군사안보지원사령부 고위 관계자가 참석한다.

- 10월 17일, 윤석열 대통령은 대통령 주재 수석비서관회의 도중 "온 국민이 다 카카오톡을 쓰고 있고, 공공기관들까지 쓰고 있지 않나"라며 "전쟁 같은 비상 상황에 카카오톡이 먹통이 되면 어떻게 할 것인가"라고 우려했다고 대통령실 핵심 관계자가 18일 연합뉴스와 통화에서 전했다. 이 관계자는 "그만큼 심각한 비상 상황이 발생했을 때 통신망 때문에 국가가 정상적으로 돌아가지 못하고 마비되면 곤란하다는 취지의 지적이었다"고 설명했다.

사건 당일, 네이버 앱의 메인 화면에 라인 광고가 실렸는데, 카카오톡의 서비스 장애를 의식한 것으로 추정되었다. 다만 이러한 해석에 대해 네이버는 '전혀 사실이 아니다'며 광고는 방탄소년단의 2030 부산세계박람회 단독 콘서트에 맞춰 이용자가 많아질 것으로 예측한 것이라고 반박했다. 하지만 네이버 길찾기 광고도 추가되며 해명은 논란을 피하기 위한 것일 뿐이라는 의견이 더욱 힘을 얻고 있다.

### 티맵
티맵도 '노란 택시', '노란 대리'라고 간접적으로 카카오를 언급하며 카카오T를 저격한 광고를 내보냈다.

### 토스
토스도 자사 서비스의 채팅 기능을 메인 화면 상단에 띄워 홍보했다.

### 텔레그램
텔레그램은 한국에서 가장 많이 다운로드된 앱 중 하나가 되었다. 우리는 우리의 새로운 한국인 사용자들을 환영하며 텔레그램의 다중 데이터 센터 인프라의 안정성을 즐기기를 바란다.— 텔레그램 트위터

카카오톡의 장애로 텔레그램의 다운로드가 늘어나자 텔레그램은 트위터에 한국에서 가장 많이 다운로드된 앱 중 하나가 되었다며 새로운 한국인 사용자들을 환영한다고 했고 다중 데이터 센터 인프라의 안정성을 즐기기를 바란다고 했다.

## 영향
- 카카오 T를 이용하는 택시 기사들이 운행을 못하게 되었다.
콜을 받지 못하여 길에서 즉석으로만 운행할 수밖에 없었다.
- 카카오 T를 이용하는 전동킥보드를 반납하지 못하게 되었다. 이로 인해 요금으로 50만원이 나오는 등의 피해가 발생했다.[16]
- 카카오 T 주차를 이용하는 주차장에서 출차를 못하게 되었다.
- 앱 스토어, 플레이스토어를 포함한 여러 앱 스토어에서 라인, 텔레그램, 네이버 지도 등의 카카오 서비스를 대체할 수 있는 앱들이 인기 목록을 채우고 있었다.
- 17일 월요일에 장이 열리자 카카오, 카카오뱅크, 카카오페이 등 카카오 계열사의 주가가 폭락하여 시가총액이 약 2조원 감소하였다.[17]

## 비판
카카오는 10년 전, 2012년 4월에도 비슷한 사건이 일어난 적이 있다. (당시 기사) 똑같이 서버가 먹통이 된 사건이었는데, 그때도 데이터센터를 분산해 사용하지 않고 하나만 사용해서 발생한 문제였다. 즉, 10년 전 사건이 일어났을 때 이후로 서버 분산 등의 달라진 점이 없다는 것이다.

## 같이 보기
- KT 아현지사 통신구 화재